# S!番組プレイヤー
S!番組プレイヤーはソフトバンクモバイルが2007年3月末より提供している無料アプリである。

## 概要
- jig.jpが提供するjigムービーの技術を採用して開発されたアプリである。
- 「番組の最後にゲームアプリをゲットできる」のタダゲーム、「気になる音楽上をチェックできる」のタダ歌ばんがある。

## 対応機種
- SoftBank 3GのS!アプリ対応機種（ただし、702NK、702NKII、705NK、804NK、702MO、702sMO、802SEを除く）。

## 関連サービス・タダコミ
S!番組プレイヤーとは関係がないが、ダダゲーム・タダ歌ばんと同時にサービスを開始し、セットで案内されている無料コンテンツがタダコミである。
多数の電子コミックの第1話が無料となっている

### タダコミ対応機種
- 923SH、922SH、921P、921SH、921T、920P、920SH、920SH YK、913SH、913SH G、912SH、912T、911SH、911T、910SH、910T、905SH、904SH、825SH、824P、824SH Active Line、824SH Elegant Line、824T、823SH、823P、 823T、822P、822T、821SC、821P、820P、820SC、816SH、815SH、815T、814SH、814T、813SH、813T、812SH、 812SH s、812SH sII、811SH、811T、810SH、810T、805SC、709SC、707SC、706P、706SC、705P、705SC、705SH

## 沿革
- 2007年3月31日 - サービス開始。
- 2007年9月15日 - S!番組プレイヤーダウンロードが、100万件達成。